# Mistrzostwa Polski w Pięcioboju Nowoczesnym 2019
Mistrzostwa Polski w Pięcioboju Nowoczesnym 2019 – 66. edycja mistrzostw, która odbyła się w międzynarodowej obsadzie w dniach 28–29 września 2019 roku w Drzonkowie.
Wśród mężczyzn triumfował Sebastian Stasiak, wśród kobiet Anna Maliszewska (obaj z Żoliborza Warszawa), natomiast w sztafetach mieszanych triumfowali Natalia Dominiak i Kamil Kasperczak z ZKS Drzonków. W zawodach udział wzięli zawodnicy polskich klubów: Bielany Warszawa, Dwójka Tczew, Kapry-Armexim Pruszków, Legia Warszawa, Victoria Radom, UKS Częstochowa, UKS Starogard Gdański, ZKS Drzonków, Żoliborz Warszawa. Wraz z zawodami seniorów odbyły się również zawody juniorów i młodzieżowców.

## Wyniki

### Mężczyźni
| Miejsce | Zawodnik          | Klub/Repr.        | Wynik     |
| ------- | ----------------- | ----------------- | --------- |
|         | Sebastian Stasiak | Żoliborz Warszawa | 1443 pkt. |
|         | Kamil Kasperczak  | ZKS Drzonków      | 1438 pkt. |
|         | Łukasz Gutkowski  | Legia Warszawa    | 1433 pkt. |

### Kobiety
| Miejsce | Zawodnik         | Klub/Repr.            | Wynik     |
| ------- | ---------------- | --------------------- | --------- |
|         | Anna Maliszewska | Żoliborz Warszawa     | 1379 pkt. |
|         | Natalia Dominiak | ZKS Drzonków          | 1356 pkt. |
|         | Wiktoria Wierzba | UKS Starogard Gdański | 1297 pkt. |

### Sztafety mieszane
| Miejsce | Klub/Repr.        | Zawodnicy                           | Wynik     |
| ------- | ----------------- | ----------------------------------- | --------- |
|         | ZKS Drzonków      | Natalia Dominiak Kamil Kasperczak   | 1422 pkt. |
|         | Żoliborz Warszawa | Natalia Hachulska Sebastian Stasiak | 1401 pkt. |
|         | ZKS Drzonków II   | Katarzyna Ligeza Szymon Staśkiewicz | 1364 pkt. |